# Saijaku Muhai no Bahamut
Saijaku Muhai no Bahamut (яп. 最弱無敗の神装機竜 Сайдзяку Мухай но Бахаму:то, букв.«Слабейший непобедимый Бахамут») — серия ранобэ, написанных Сэнри Акацуки и проиллюстрированных Аюми Касугой. Издательство SB Creative выпустило 8 томов ранобэ начиная с 12 августа 2013 года под лейблом GA Bunko. Манга-адаптация написана Ицуки Ватанабэ с рисунками Фуми Тадаури, она распространялась в онлайн-магазине Gangan GA с 2014 года. На данный момент главы манги собраны в один том-танкобон. Аниме-адаптация студии Lerche начала транслироваться 11 января 2016 года.
Название на японском дословно переводится как «слабейший непобедимый Бахамут», причём последнее слово записано иероглифами 神装機竜, самостоятельно означающими «механический дракон с божественной бронёй», но переозвученными как Бахамут.

## Сюжет
Действие происходит в мире, похожем на средневековую Европу. За пять лет до начала событий ранобэ в империи Аркадия был совершён государственный переворот, в ходе которого защитников власти разбил всего один таинственный рыцарь-дракон (яп. 機竜 kiryū Механический дракон, англ. Drag-Knight [dræg-naɪt] Драг-рыцарь, броня и оружие, используемое рыцарями в этом мире), прозванный «Чёрным героем». Была установлена новая империя — Атисмата. Чтобы выжить и выплатить долги старой империи, бывший принц Люкс Аркадия зарабатывает на жизнь, исполняя мелкие поручения, пока во время одного из них не падает в женскую баню Королевской Рыцарской Академии прямо на нынешнюю принцессу Лизшарт Атисмату…

## Персонажи
Люкс Аркадия (яп. ルクス・アーカディア Рукусу А:кадиа)
Сэйю: Мицуми Тамура
Седьмой крон-принц старой империи Аркадия, прозванный «Слабейшим и непобедимым рыцарем-драконом», потому что ни разу не проиграл в битве. Появлялся как «Чёрный герой», уничтоживший 1200 рыцарей-драконов империи и положивший конец гражданской войне. В качестве рыцаря-дракона использует простую Виверну и божественного Бахамута. Его мать погибла во время поездки когда он был ребёнком, люди не желали помогать ему из-за неприязни к королевской семье, и только Филуффи была добра к нему. Он не мог обсудить с отцом страдания людей, и его старший брат Фугиль, убедивший его совершить переворот, чтобы защитить Филуффи, в тайне убил императора и его приближённых и оставил Люкса и Айри платить долги за старую империю.
Лизшарт Атисмата (яп. リーズシャルテ・アティスマータ Ри:дзусярутэ Атисума:та)
Сэйю: Линн
Женский протагонист серии, кратко «Лиша-сама». Имеет прозвище «Алая принцесса войны». Принцесса империи Атисмата. Во время гражданской войны была взята в плен старой империей и получила герб-клеймо внизу живота, чего очень стыдится. Вызывает Люкса на дуэль, потому что он увидел это клеймо. После того, как Люкс спас её во время их дуэли, влюбилась в него и стала краснеть всякий раз, когда он находится рядом. Первой узнаёт, что Люкс является «Чёрным героем», когда он приходит спасать её, вооружившись Бахамутом. Использует божественного рыцаря-дракона «Тиамат».
Крульцифер Эйнфолк (яп. クルルシファー・エインフォルク Курурусифа: Эйнфоруку)
Сэйю: Юкиё Фудзии
Приёмная дочь королевского рода Эйнфолк из северной теократической страны Имир. Последняя выжившая из народа Руин, многие королевства выказывают ей своё почтение, потому что она может открыть Руины и их забытую технологию. Должна была выйти замуж за Крейцера Бальзерида, но после того, как он был побеждён в дуэли с Люксом, влюбляется в последнего, убеждая свою приёмную семью в его добропорядочности. Любит дразнить Люкса, дважды целует его перед лицом Лиши. Использует божественного рыцаря-дракона «Фафнир».
Филуффи Айнграм (яп. フィルフィ・アイングラム Фируфи Айнгураму)
Сэйю: Юрика Кубо
Подруга детства Люкса, девушка с большой грудью и сонным выражением лица. Происходит из богатого и влиятельного купеческого рода Айнграм, приютила Люкса и Айри после смерти их матери. Была жертвой испытаний ядов и оружия, проводимых военными старой империи. Именно это убедило Люкса участвовать в госперевороте Фугиля, хотя он забыл об этом спустя несколько лет. Использует божественного рыцаря-дракона «Тифон».
Селистия Ральгрис (яп. セリスティア・ラルグリス Сэрисутиа Раругурису)
Сэйю: Риса Танэда
Происходит из дома Дюков, входящих в число четырёх Великих Дворян, известна как мужененавистница. Общаясь с Люксом, переодетым в девушку, признаётся ему, что не ненавидит мужчин, а просто не знает, как с ними общаться. Обучалась у дедушки Люкса, который позже умер в тюрьме, куда был заключён за попытку изменить политику империи, из-за чего чувствует себя виноватой. После того, как Люкс спасает её от Рагнарока и признаётся в обмане с переодеванием, Селистия прощает и влюбляется в него. Использует божественного рыцаря-дракона «Линдворм».
Ёрука Кирихимэ (яп. 切姫 夜架 Кирихимэ Ёрука)
Сэйю: Сидзука Исигама
По прозвищу «Кинжал имперского убийцы», называет Люкса хозяином. Стремилась восстановить старую империю и привлечь к этому Люкса, но отказалась от этого. Использует божественного рыцаря-дракона «Ято но ками».
Айри Аркадия (яп. アイリ・アーカディア Айри А:кадиа)
Сэйю: Ари Одзава
Сестра Люкса. Чрезмерно опекает его и часто отчитывает.
Рели Айнграм (яп. レリィ・アイングラム Рэри Айнгураму)
Сэйю: Ёко Хикаса
Глава Королевской Рыцарской Академии, старшая сестра Филуффи. Любит дразнить Люкса и смотреть на его реакцию.
Шалис Бальтшифт (яп. シャリス・バルトシフト Сярису Барутосифуто)
Сэйю: Юми Утияма
Лидер «Триады», группы девушек-друзей детства. Третьегодка. Использует виверну.
Тилльфур Лильмит (яп. ティルファー リルミット Тируфа: Рирумитто)
Сэйю: Сиори Идзава
Член «Триады». Второгодка. Использует вирма.
Нокт Лифлет (яп. ノクト・リーフレット Нокуто Ри:фурэтто)
Сэйю: Риэ Такахаси
Член «Триады». Использует дрейка. Лучшая подруга Айри и её соседка по комнате. Часто начинает фразы с «Yes» или «No».
Фугиль Аркадия (яп. フギル・アーカディア Фугиру А:кадиа)
Сэйю: Рёта Осака
Старший брат Люкса и Айри, бывший принц империи Аркадия и изначальный владелец Бахамута. В ходе переворота убил своего отца и его приближённых, пока Люкс сражался с королевской стражей.
Бальзерид Крейцер (яп. バルゼリッド・クロイツァー Барудзэриддо Куройца:)
Сэйю: Дзюндзи Мадзима
Один из четырёх Великих Дворян. Использует рыцаря-дракона «Адзи Дахака», позволяющего воровать энергию других рыцарей-драконов, вступая в физический контакт с ними. Хочет использовать Крульцифер для открытия Руин, но запланированная свадьба срывается из-за дуэли с Люксом.
Ля Круш (яп. ラ・クルシェ Ра Курусьэ)
Сэйю: Мария Наганава
Девочка, созданная программой для помощи администратору Руин.

## Медия

### Ранобэ
Издательство SB Creative выпустило первый том ранобэ 12 августа 2013 года под лейблом GA Bunko. 15 февраля 2019 года был выпущен 17 том.
| №  | Дата публикации   | ISBN                   |
| -- | ----------------- | ---------------------- |
| 1  | 12 августа, 2013  | ISBN 978-4-7973-7466-7 |
| 2  | 15 ноября, 2013   | ISBN 978-4-7973-7551-0 |
| 3  | 15 марта, 2014    | ISBN 978-4-7973-7613-5 |
| 4  | 15 июля, 2014     | ISBN 978-4-7973-7682-1 |
| 5  | 15 декабря, 2014  | ISBN 978-4-7973-7763-7 |
| 6  | 15 июня, 2015     | ISBN 978-4-7973-8320-1 |
| 7  | 15 октября, 2015  | ISBN 978-4-7973-8503-8 |
| 8  | 15 января, 2016   | ISBN 978-4-7973-8612-7 |
| 9  | 15 марта, 2016    | ISBN 978-4-7973-8621-9 |
| 10 | 15 июля, 2016     | ISBN 978-4-7973-8624-0 |
| 11 | 15 ноября, 2016   | ISBN 978-4-7973-8810-7 |
| 12 | 15 апреля, 2017   | ISBN 978-4-7973-8811-4 |
| 13 | 15 сентября, 2017 | ISBN 978-4-7973-9156-5 |
| 14 | 15 декабря, 2017  | ISBN 978-4-7973-9157-2 |
| 15 | 15 мая, 2018      | ISBN 978-4-7973-9701-7 |
| 16 | 15 сентября, 2018 | ISBN 978-4-7973-9842-7 |
| 17 | 15 февраля, 2019  | ISBN 978-4-8156-0032-7 |

### Аниме
Аниме-адаптация студии Lerche транслировалась с 11 января по 28 марта 2016 года.

#### Список серий
| №  | Название                                                                                      | Дата выхода          |
| -- | --------------------------------------------------------------------------------------------- | -------------------- |
| 1  | Алая принцесса войны «Сю но сэнхимэ» (朱の戦姫)                                               | 11 января 2016 года  |
| 2  | Слабейший рыцарь-дракон «Сайдзяку но кирю: цукай» (最弱の機竜使い)                            | 18 января 2016 года  |
| 3  | Помолвка девушки с Севера «Кита но рэйдзё: но конъяку дзидзё:» (北の令嬢の婚約事情)           | 25 января 2016 года  |
| 4  | Шестые руины -Маленький сад- «Дай року исэки - хаконива -» (第六遺跡 - 箱庭 -)                | 1 февраля 2016 года  |
| 5  | Просьба девушки «Сё:дзё но нэгай» (少女の願い)                                                | 8 февраля 2016 года  |
| 6  | Возвращение сильнейших «Сайкё: но кикан» (最強の帰還)                                         | 15 февраля 2016 года |
| 7  | Правда девушки «Сё:дзё но синдзицу» (少女の真実)                                              | 22 февраля 2016 года |
| 8  | Пробуждение призрачного божественного зверя «Мабороси камикэмоно но мэдзамэ» (幻神獣の目覚め) | 29 февраля 2016 года |
| 9  | Обещание «Якусоку» (約束)                                                                     | 7 марта 2016 года    |
| 10 | Награда девушек «Сё:дзё-тати но хо:сю:» (少女たちの報酬)                                      | 14 марта 2016 года   |
| 11 | Кинжал имперского убийцы «Тэйкоку но кё:дзин» (帝国の凶刃)                                    | 21 марта 2016 года   |
| 12 | Заветное желание девушки «Сё:дзё но хонкай» (少女の本懐)                                      | 28 марта 2016 года   |